# Gunzone
Con il nome di Gunzone (o Gonzone) è noto l'autore di due lettere scritte in latino nel X secolo: una, l'Epistola ad Attonem, indirizzata ad Attone, vescovo di Vercelli, l'altra, l'Epistola ad Augienses fratres, indirizzata nel 965 ai monaci dell'abbazia di Reichenau. Non è certo se all'autore delle lettere corrisponda o meno la stessa persona: fino all'Ottocento si pensava che si trattasse della medesima persona, finché Francesco Novati distinse il chierico della lettera al vescovo Attone dal laico retore della lettera ai benedettini di Reichenau, mentre altri critici sostennero che anche quest'ultimo fosse di condizione ecclesiastica.

## L'«Epistola ad Attonem»
L'Epistola ad Attonem, che viene datata tra il 924 e il 960, è firmata da un Gunzone che si definisce modestamente «Novariensis ecclesiae levitarum extimus», cioè l'ultimo dei leviti della chiesa di Novara: è dunque un diacono novarese, che risponde al vescovo Attone su un quesito postogli da quest'ultimo, se cioè sia lecito il matrimonio tra il figlio del padrino di battesimo e una figlioccia dello stesso padrino. Gunzone lo considera illegittimo, avvalendosi di una precedente presa di posizione del papa Zaccaria, che in una lettera indirizzata due secoli prima a Teodoro, vescovo di Pavia, aveva negato la possibilità di tale matrimonio.

## L'«Epistola ad Augienses fratres»
Si noti che in base a quanto affermato dallo studioso Filippo Ermini nell'Enciclopedia Italiana Treccani (1933) il Gonzone autore di questa lettera non è da identificare con Gunzone di Novara, autore della lettera al vescovo Attone II di Vercelli. L'antefatto che sta alla base della redazione dell'Epistola ad Augienses è piuttosto curioso. Del corteo che accompagnava, nel gennaio del 965, l'imperatore Ottone I nel suo ritorno in Germania dopo la vittoria su Berengario II e il ristabilimento del papa Leone VIII sul soglio di Pietro, faceva parte anche un certo Gunzone italicus.
Varcate le Alpi, il 18 gennaio l'esercito imperiale si accampava a San Gallo, e Gunzone fu tra gli ospiti dei monaci della famosa abbazia, prestigioso centro della cultura del tempo. Così lo storico Novati descrive l'episodio:

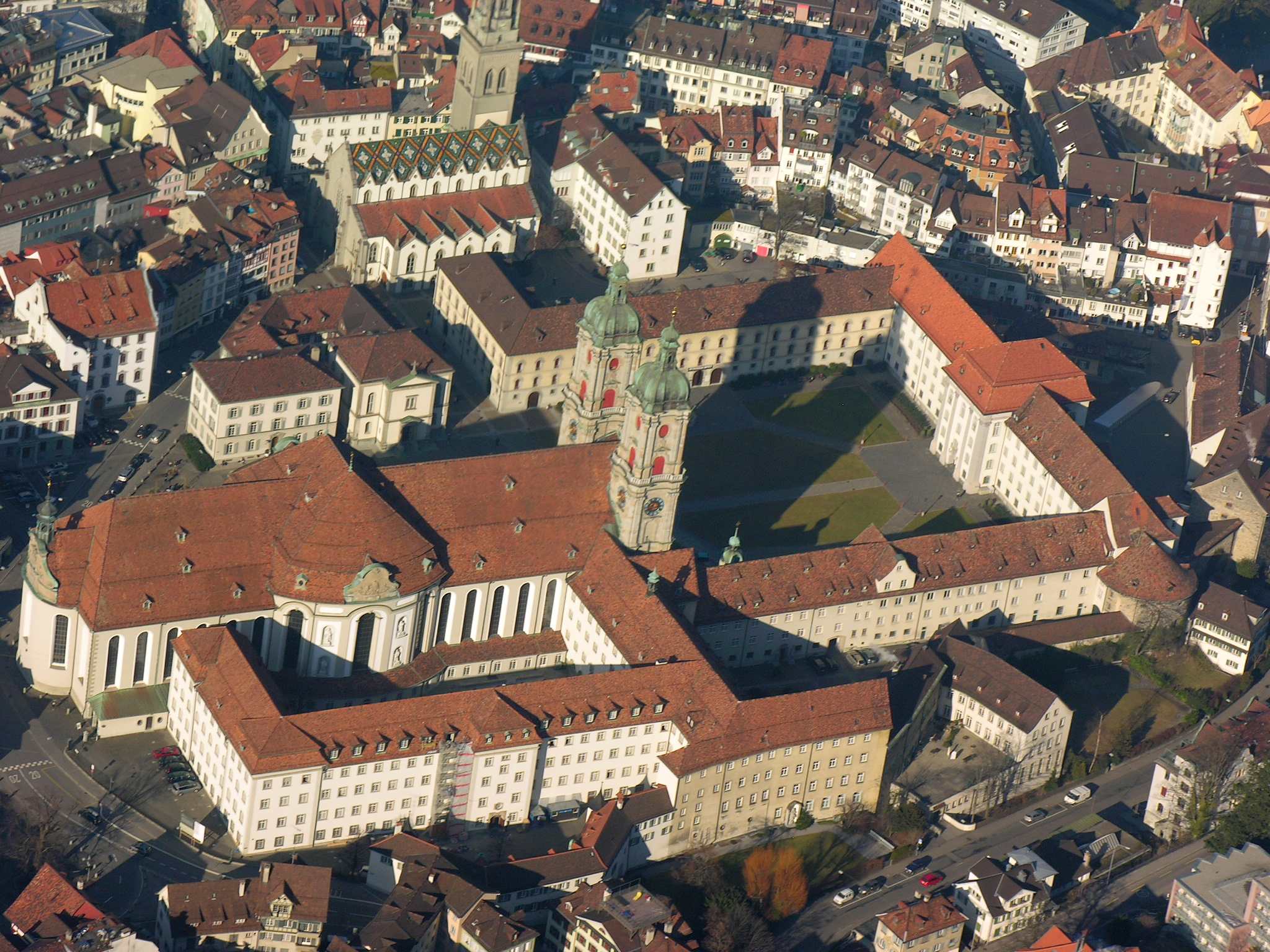
Il convento di San Gallo

Certamente Gunzone «fremette d'alto sdegno» ma «ingoiò l'offesa e si tacque». L'esercito ripartì pochi giorni dopo, poiché il 23 gennaio si accampava a Reichenau: il corteo imperiale fu ospite dell'abbazia che sorgeva nella «tranquilla isoletta che si specchia nelle limpide acque del lago di Costanza [...] albergo allora di cenobiti non men chiari per sapere de' monaci di San Gallo, che santamente detestavano. Era quella la vendetta di Gonzone». A questi monaci benedettini Gunzone dovette indirizzare la sua lettera poco tempo dopo quella sosta.
In essa Gunzone, dopo aver riassunto l'episodio che lo aveva visto spiacevolmente protagonista per aver usato un accusativo al posto di un ablativo, cerca di prendersi un'indiretta rivincita vantando agli occhi dei monaci augensi - Augia è il nome latino di Reichenau - la propria cultura classica e biblica, ben superiore, a suo dire, a quella dei conventuali di San Gallo, come testimonierebbero gli stessi libri che egli porta con sé. È probabile, per altro, che quei codici non fossero di sua proprietà, ma dovessero essere aggiunti alla biblioteca imperiale, e nemmeno è sostenibile che essi fossero ignoti al di là delle Alpi.

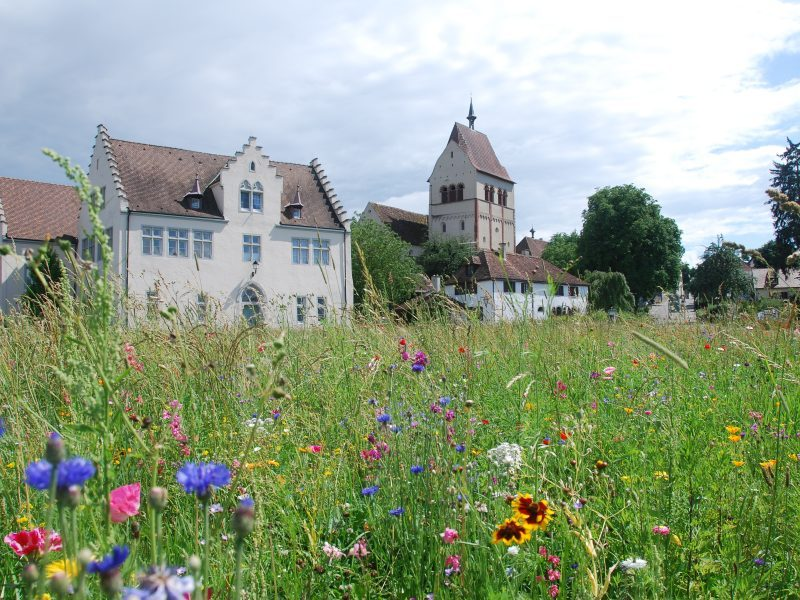
L'abbazia di Reichenau

Gunzone oppone a sua difesa i casi nei quali grandi poeti scambiarono casi grammaticali, come Virgilio, che scrisse «Sed Latagum saxo, atque ingenti fragmine montis / Occupat os faciemque adversam» invece che, a suo dire, «Latagum [...] ore» o «Latagi [...] os», o ancora «Tu mihi quodcumque hoc regni, tu sceptra Iovemque / Concilias» invece di «hoc regnum», e perplessi lascia l'appunto da lui fatto al Giovenale del «Penelope melius, levius torquetis Arachne», di aver posto il termine di paragone in dativo anziché in ablativo. «Pecchiamo di negligenza», scrive 'modestamente' Gunzone citando l'inevitabile «Quandoque bonus dormitat Homerus» di Orazio, così come negligente, secondo lui, fu Virgilio, scrivendo alla fine di un verso «Stratus humi bos», perché dimenticò che «pessimo verso è quello che termina con un monosillabo».
Ma la lettera è utilizzata soprattutto per mostrare la sua grande erudizione: oltre a Virgilio, Giovenale, Orazio e vari passi delle Scritture, Gunzone cita la Rhetorica ad Herennium, le Verrine e le Catilinarie di Cicerone, e poi Boezio, Cassiodoro, Girolamo, Gregorio Magno, Isidoro di Siviglia, Macrobio, Marziano Capella, Persio, Prisciano, Remigio di Auxerre, Sallustio, Servio Mario Onorato, Stazio, Terenzio, il De interpretatione e i Topica di Aristotele, il Timeo di Platone.